# Петров, Михаил Трофимович
Михаи́л Трофи́мович Петро́в (19 ноября 1924, село Мордовская Паёвка, Пензенская губерния — 24 июня 2013, Саранск) — российский писатель-прозаик.
Член Союза писателей России.

## Биография
Родился 19 ноября 1924 года в селе Мордовская Паевка (ныне — в Инсарском районе Республики Мордовия), в крестьянской семье. Мать — Матрёна Ефимовна (Тряпкина), отец — Трофим Трофимович. В семье, кроме Михаила, было ещё три брата — Трофим, Пётр и Степан.
В 1927 году семья Петровых переехала в село Лопатино Пензенской области. Там Михаил проучился четыре года, потом учился в селе Сатинка.
Окончил в 1942 году Пензенский лесотехнический техникум. Участник Великой Отечественной войны.
После войны поступил на истфак Мордовского пединститута, который окончил в 1951 году. Позже учился на историческом факультете Мордовского университета.
Долгое время занимался журналистской деятельностью. Был собственным корреспондентом газеты «Пензенская правда» (1947—1953); собкором и заместителем ответственного секретаря газеты «Советская Мордовия» (1954—1962). Работал в Мордовском книжном издательстве — сначала редактором (1970), затем директором (1971—1975).
Скончался 24 июня 2013 г. В августе 2013 г. в музее А. И. Полежаева в Саранске состоялся вечер памяти «Исторический романист…». См. об этом: http://saransk.tmweb.ru/about/department-of-social-policy/news.php?ELEMENT_ID=8154 Архивная копия от 5 марта 2016 на Wayback Machine

## Творчество
Первую повесть «А было так…» выпустил в Саранске в 1963 году. Бо́льшая часть произведений Петрова посвящена истории Российского государства. В числе его книг — исторические романы «Алена Арзамасская», «Боярин Российского флота», «Румянцев-Задунайский» и другие.
В 2004 году в Мордовском книжном издательстве вышли избранные произведения писателя в 3-х томах.

## Награды
- Заслуженный писатель Мордовской АССР.
- Народный писатель Республики Мордовия.
- Лауреат Государственной премии Мордовии.